# تپه سراب ملکی
تپه سراب ملکی مربوط به عصر مس - عصر مفرغ - دوره ساسانیان - سده‌های میانه دوران‌های تاریخی پس از اسلام است و در شهرستان خرم‌آباد، بخش چغلوندی، دهستان بیرانوند شمالی، ۴۰۰ متری جنوب روستای سراب ملکی واقع شده و این اثر در تاریخ ۲۸ اسفند ۱۳۸۵ با شمارهٔ ثبت ۱۸۵۵۸ به‌عنوان یکی از آثار ملی ایران به ثبت رسیده است.